# Mercury – Act 2
Mercury – Act 2 - szósty studyjny album amerykańskiego zespołu Imagine Dragons. Premiera krążka zaplanowana została na 1 lipca 2022 roku. Wydaniem albumu po raz kolejny zajęła się wytwórnia Interscope Records oraz KIDinaKORNER. Kontynuacja Mercury – Act 1.

## Promocja
Imagine Dragons wydali swój piąty album studyjny Mercury – Act 1 3 września 2021 roku. Po wydaniu go zespół potwierdził, że wyda kolejny krążek. Zespół oświadczył wówczas, że Rick Rubin będzie ponownie producentem wykonawczym albumu. W styczniu 2022 roku frontman Dan Reynolds stwierdził, że album jest „prawie gotowy” i prawdopodobnie zostanie wydany po pierwszej części trasy Mercury Tour. W wywiadzie wydanym przez Apple Music pod koniec marca, Reynolds stwierdził, że album był inny brzmieniowo niż ich poprzednie albumy i powiedział, że był inspirowany hip hopem.
„Bones” został wydany 11 marca 2022 roku jako główny singiel Mercury – Act 2. Piosenka została wykorzystana do promocji nadchodzącego trzeciego sezonu serialu The Boys produkcji Amazon Prime Video. Wydanie teledysku do utworu 6 kwietnia zbiegło się z przedsprzedażą albumu. Ukazał się on 1 lipca 2022 roku jako część podwójnego albumu Mercury – Acts 1 & 2, jest na nim 18 utworów.

## Lista utworów
| Edycja standardowa – 2022 | Edycja standardowa – 2022      | Edycja standardowa – 2022                                                                  | Edycja standardowa – 2022 | Edycja standardowa – 2022 |
| Nr                        | Tytuł utworu                   | Tekst                                                                                      | Produkcja                 | Długość                   |
| ------------------------- | ------------------------------ | ------------------------------------------------------------------------------------------ | ------------------------- | ------------------------- |
| 1.                        | „Bones”                        | Ben McKee, Daniel Platzman, Dan Reynolds, Wayne Sermon, Robin Fredriksson, Mattias Larsson | Mattman & Robin           | 2:46                      |
| 2.                        | „Symphony”                     | Reynolds, Sermon, McKee, Platzman, Joel Little, Talay Riley, Adio Joshua Marchant          |                           | 2:55                      |
| 3.                        | „Sharks”                       | McKee, Platzman, Reynolds, Sermon                                                          |                           | 3:10                      |
| 4.                        | „I Don’t Like Myself”          | McKee, Platzman, Reynolds, Sermon, Marco Borrero                                           |                           | 3:05                      |
| 5.                        | „Blur”                         | McKee, Platzman, Reynolds, Sermon                                                          |                           | 2:55                      |
| 6.                        | „Higher Ground”                | McKee, Platzman, Reynolds, Sermon                                                          |                           | 2:41                      |
| 7.                        | „Crushed”                      | McKee, Platzman, Reynolds, Sermon                                                          |                           | 3:08                      |
| 8.                        | „Take It Easy”                 | McKee, Platzman, Reynolds, Sermon                                                          |                           | 2:38                      |
| 9.                        | „Waves”                        | McKee, Platzman, Reynolds, Sermon                                                          |                           | 3:45                      |
| 10.                       | „I’m Happy”                    | McKee, Platzman, Reynolds, Sermon, Andrew Tolman                                           |                           | 3:05                      |
| 11.                       | „Ferris Wheel”                 | McKee, Platzman, Reynolds, Sermon                                                          |                           | 3:23                      |
| 12.                       | „Peace of Mind”                | McKee, Platzman, Reynolds, Sermon                                                          |                           | 2:53                      |
| 13.                       | „Sirens”                       | McKee, Platzman, Reynolds, Sermon                                                          |                           | 2:35                      |
| 14.                       | „Tied”                         | McKee, Platzman, Reynolds, Sermon                                                          |                           | 4:01                      |
| 15.                       | „Younger”                      | McKee, Platzman, Reynolds, Sermon, Tolman                                                  |                           | 3:11                      |
| 16.                       | „Continual” (z Corym Henrym)   | McKee, Platzman, Reynolds, Sermon, Cory Henry                                              |                           | 3:49                      |
| 17.                       | „They Don’ Know You Like I Do” | McKee, Platzman, Reynolds, Sermon, Tolman                                                  |                           | 4:17                      |
|                           |                                |                                                                                            |                           | 54:17                     |

| Wersja Deluxe – 2022 | Wersja Deluxe – 2022            | Wersja Deluxe – 2022                                                                       | Wersja Deluxe – 2022 | Wersja Deluxe – 2022 |
| Nr                   | Tytuł utworu                    | Tekst                                                                                      | Produkcja            | Długość              |
| -------------------- | ------------------------------- | ------------------------------------------------------------------------------------------ | -------------------- | -------------------- |
| 1.                   | „Bones”                         | Ben McKee, Daniel Platzman, Dan Reynolds, Wayne Sermon, Robin Fredriksson, Mattias Larsson | Mattman & Robin      | 2:46                 |
| 2.                   | „Symphony”                      | Reynolds, Sermon, McKee, Platzman, Joel Little, Talay Riley, Adio Joshua Marchant          |                      | 2:55                 |
| 3.                   | „Sharks”                        | McKee, Platzman, Reynolds, Sermon                                                          |                      | 3:10                 |
| 4.                   | „I Don’t Like Myself”           | McKee, Platzman, Reynolds, Sermon, Marco Borrero                                           |                      | 3:05                 |
| 5.                   | „Blur”                          | McKee, Platzman, Reynolds, Sermon                                                          |                      | 2:55                 |
| 6.                   | „Higher Ground”                 | McKee, Platzman, Reynolds, Sermon                                                          |                      | 2:41                 |
| 7.                   | „Crushed”                       | McKee, Platzman, Reynolds, Sermon                                                          |                      | 3:08                 |
| 8.                   | „Take It Easy”                  | McKee, Platzman, Reynolds, Sermon                                                          |                      | 2:38                 |
| 9.                   | „Waves”                         | McKee, Platzman, Reynolds, Sermon                                                          |                      | 3:45                 |
| 10.                  | „I’m Happy”                     | McKee, Platzman, Reynolds, Sermon, Andrew Tolman                                           |                      | 3:05                 |
| 11.                  | „Ferris Wheel”                  | McKee, Platzman, Reynolds, Sermon                                                          |                      | 3:23                 |
| 12.                  | „Peace of Mind”                 | McKee, Platzman, Reynolds, Sermon                                                          |                      | 2:53                 |
| 13.                  | „Sirens”                        | McKee, Platzman, Reynolds, Sermon                                                          |                      | 2:35                 |
| 14.                  | „Tied”                          | McKee, Platzman, Reynolds, Sermon                                                          |                      | 4:01                 |
| 15.                  | „Younger”                       | McKee, Platzman, Reynolds, Sermon, Tolman                                                  |                      | 3:11                 |
| 16.                  | „I Wish”                        | McKee, Platzman, Reynolds, Sermon                                                          |                      | 3:27                 |
| 17.                  | „Continual” (z Corym Henrym)    | McKee, Platzman, Reynolds, Sermon, Cory Henry                                              |                      | 3:49                 |
| 18.                  | „They Don’t Know You Like I Do” | McKee, Platzman, Reynolds, Sermon, Tolman                                                  |                      | 4:17                 |
|                      |                                 |                                                                                            |                      | 57:44                |

## Mercury – Acts 1&2
Mercury – Acts 1&2 to album kompilacyjny zawierający Mercury – Act 1 i Mercury – Act 2, który ukazał się 1 lipca 2022 roku. Podwójny album zawiera singiel „Enemy” jako część Mercury – Act 1, gdzie pojawia się jako dodatkowy utwór na cyfrowej reedycji albumu. Razem ma 32 utwory.
W lipcu 2024 nagrania w Polsce uzyskały certyfikat diamentowej płyty.
Singiel „Waves” został wydany 19 maja 2023.
| Act I | Act I                      | Act I | Act I                       | Act I   |
| Nr    | Tytuł utworu               | Tekst | Produkcja                   | Długość |
| ----- | -------------------------- | --- | --------------------------- | ------- |
| 1.    | „Enemy” (z JID)            | Ben McKee, Daniel Platzman, Dan Reynolds, Wayne Sermon, Robin Fredriksson, Mattias Larsson, Justin Tranter, Destin Route | Mattman & Robin             | 2:53    |
| 2.    | „My Life”                  | Ben McKee, Daniel Platzman, Dan Reynolds, Wayne Sermon, Robin Fredriksson, Larsson, Tranter                              | Mattman & Robin, Darner     | 3:44    |
| 3.    | „Lonely”                   | McKee, Platzman, Reynolds, Sermon, Fredriksson, Larsson, Tranter                                                         | Mattman & Robin             | 2:39    |
| 4.    | „Wrecked”                  | McKee, Platzman, Reynolds, Sermon                                                                                        | Imagine Dragons             | 4:04    |
| 5.    | „Monday”                   | McKee, Platzman, Reynolds, Sermon, Andrew Tolman                                                                         |                             | 3:07    |
| 6.    | „#1”                       | McKee, Platzman, Reynolds, Sermon, Kaelyn Behr, Mark Benedicto                                                           |                             | 3:25    |
| 7.    | „Easy Come Easy Go”        | McKee, Platzman, Reynolds, Sermon, DeZuzio                                                                               | Jayson DeZuzio              | 2:59    |
| 8.    | „Giants”                   | McKee, Platzman, Reynolds, Sermon, Tolman                                                                                |                             | 3:30    |
| 9.    | „It’s Ok”                  | McKee, Platzman, Reynolds, Sermon, Tolman                                                                                |                             | 3:22    |
| 10.   | „Dull Knives”              | McKee, Platzman, Reynolds, Sermon, Aja Volkman                                                                           |                             | 3:33    |
| 11.   | „Follow You”               | McKee, Platzman, Reynolds, Sermon, Elley Duhé, Fran Hall, Little                                                         | Joel Little                 | 2:55    |
| 12.   | „Cutthroat”                | McKee, Platzman, Reynolds, Sermon                                                                                        | Imagine Dragons, Rick Rubin | 2:49    |
| 13.   | „No Time For Toxic People” | McKee, Platzman, Reynolds, Sermon, Jason Suwito                                                                          |                             | 3:27    |
| 14.   | „One Day”                  | McKee, Platzman, Reynolds, Sermon, Shatkin, Dylan Wiggins                                                                | Jesse Shatkin               | 2:31    |
|       |                            | |                             | 44:58   |

| Act 2 – 2022 | Act 2 – 2022                    | Act 2 – 2022                                                                               | Act 2 – 2022    | Act 2 – 2022 |
| Nr           | Tytuł utworu                    | Tekst                                                                                      | Produkcja       | Długość      |
| ------------ | ------------------------------- | ------------------------------------------------------------------------------------------ | --------------- | ------------ |
| 1.           | „Bones”                         | Ben McKee, Daniel Platzman, Dan Reynolds, Wayne Sermon, Robin Fredriksson, Mattias Larsson | Mattman & Robin | 2:46         |
| 2.           | „Symphony”                      | Reynolds, Sermon, McKee, Platzman, Joel Little, Talay Riley, Adio Joshua Marchant          |                 | 2:55         |
| 3.           | „Sharks”                        | McKee, Platzman, Reynolds, Sermon                                                          |                 | 3:10         |
| 4.           | „I Don’t Like Myself”           | McKee, Platzman, Reynolds, Sermon, Marco Borrero                                           |                 | 3:05         |
| 5.           | „Blur”                          | McKee, Platzman, Reynolds, Sermon                                                          |                 | 2:55         |
| 6.           | „Higher Ground”                 | McKee, Platzman, Reynolds, Sermon                                                          |                 | 2:41         |
| 7.           | „Crushed”                       | McKee, Platzman, Reynolds, Sermon                                                          |                 | 3:08         |
| 8.           | „Take It Easy”                  | McKee, Platzman, Reynolds, Sermon                                                          |                 | 2:38         |
| 9.           | „Waves”                         | McKee, Platzman, Reynolds, Sermon                                                          |                 | 3:45         |
| 10.          | „I’m Happy”                     | McKee, Platzman, Reynolds, Sermon, Andrew Tolman                                           |                 | 3:05         |
| 11.          | „Ferris Wheel”                  | McKee, Platzman, Reynolds, Sermon                                                          |                 | 3:23         |
| 12.          | „Peace of Mind”                 | McKee, Platzman, Reynolds, Sermon                                                          |                 | 2:53         |
| 13.          | „Sirens”                        | McKee, Platzman, Reynolds, Sermon                                                          |                 | 2:35         |
| 14.          | „Tied”                          | McKee, Platzman, Reynolds, Sermon                                                          |                 | 4:01         |
| 15.          | „Younger”                       | McKee, Platzman, Reynolds, Sermon, Tolman                                                  |                 | 3:11         |
| 16.          | „I Wish”                        | McKee, Platzman, Reynolds, Sermon                                                          |                 | 3:27         |
| 17.          | „Continual” (z Corym Henrym)    | McKee, Platzman, Reynolds, Sermon, Cory Henry                                              |                 | 3:49         |
| 18.          | „They Don’t Know You Like I Do” | McKee, Platzman, Reynolds, Sermon, Tolman                                                  |                 | 4:17         |
|              |                                 |                                                                                            |                 | 57:44        |